# Leucostegane
Genre
Classification phylogénétique
Leucostegane est un genre de plantes à fleurs dicotylédones de la famille des Fabaceae, sous-famille des Caesalpinioideae, originaire d'Asie du Sud-Est, qui comprend deux espèces acceptées.

## Liste d'espèces
Selon The Plant List (2 novembre 2018) :
- Leucostegane grandis Prain
- Leucostegane latistipulata (Prain) Prain